# August Meuleman
August Meuleman (Gent, 20 oktober 1906 - Soumagne, 12 februari 2000) was een Belgisch baan- en wegwielrenner.

## Carrière
Meuleman heeft deelgenomen aan de Olympische Zomerspelen van 1928 in Amsterdam waar hij met de Belgische ploeg een vijfde plaats behaalde op de ploegenachtervolging. Hij was prof van 1929 tot en met 1950. Hij behaalde zijn grootste successen in het stayeren, in die discipline werd hij in 1937, 1938 en 1948 Belgisch kampioen. Tijdens het Wereldkampioenschap stayeren in 1948 behaalde hij een derde plaats.  

## Palmares

### Weg
1929
GP Dr. Eugeen Roggeman
1931
Erembodegem

### Baan
1937
 Belgisch kampioenschap stayeren
1938
 Belgisch kampioenschap stayeren
1948
 Belgisch kampioenschap stayeren
 Wereldkampioenschap stayeren
 Europees kampioenschap stayeren
1949
 Europees kampioenschap stayeren